# 漢検協会事件
漢検協会事件（かんけんきょうかいじけん）は、2009年（平成21年）に京都府京都市で発生した日本漢字能力検定協会を巡る事件である。

## 私的流用問題
2009年（平成21年）2月、日本漢字能力協会設立者で理事長（当時）の大久保昇らが、法人の会計を以下のように不適切かつ私的に利用して問題となる。
- 京都市右京区の宝厳院にある大久保家の墓と同じ区画に、亡くなった幹部のための供養塔を350万円をかけて建立。
- 京都市左京区の6億7千万円の邸宅[1]を漢字資料館のためと称して購入したが、5年以上も用途を宅地から変更していない。
- 大久保昇理事長および長男である大久保浩副理事長が、それぞれ社長を務めるファミリー企業[2]4社と総額66億円の取引をしていたが、文部科学省への報告をしなかった[3][4]。

大久保理事長は、同年2月6日の評議員会では「記者の態度が悪い」とマスコミを批判。さらに「色々な記者会見を見てきたが、どれも最後には必ず謝っている。私は謝りたくないので会見はしない」と話した。また、副理事長が好きなプロ野球チームのユニホームに、協会が「漢検」のロゴマークを入れる計画を披露した。

### 文科省による立ち入り調査
2009年2月9日、文部科学省は、協会に対し立ち入り調査を行った。同協会は、内部に調査委員会を設置したが、検査を受けた後も、記者会見をはじめ肉声での説明は一切なく、協会のホームページには「調査に協力する」などのコメントだけが残っている。また、漢検協会の取引先の「日本統計事務センター」がレーシングチーム（SUPER GTのJIM GAINERチーム）へ資金投入していることが判明し、代表の副理事長は協会内の数人にメールで「辞めたい」と漏らしたが、これを聞いた大久保理事長が激怒して止めたこともあったとされている。

### 国会議員への献金
2009年3月2日、ファミリー企業や大久保理事長、副理事長から、京都府内の自民・民主の国会議員5人の後援会や関連団体などに計942万円の献金が行われていたことが赤旗の報道により発覚。また、大久保浩副理事長が文科省に「国の指定機関にしてほしい」と要望に訪れた際、民主党の福山哲郎議員が同席していた事も明らかになった。

#### 指導監督基準違反
同協会はこれ以前にも、1999年から2007年までに、指導監督基準違反があるとして、文部科学省から13回の指導を以下のように受けていた。
- 検定料の値下げ（1999年から2007年にかけて4回） - 2007年に1級と準1級の検定料を、それぞれ1,000円と500円値下げ（しかし、1級と準1級受験者は、漢検受験者の1%にも満たない）。
- 大久保理事長が代表取締役を務める出版会社オークから、協会本部ビルを年1億8千万円で借り受けていることの改善（2005年）
- 公益法人として必要な、財務台帳の作成や公認会計士の監査を行うこと（2007年）

## ファミリー企業の実態
内部調査委員会の報告によると、ファミリー企業4社の実態は以下のようなもので、これまでの17年間で総額250億円にも及ぶ業務委託は、協会の利益を不当に流出させているといわれても仕方のないものであった。
- 株式会社オーク[11][12]
  - 1971年に大久保昇理事長が代表として設立した会社[13]。協会からは書籍等製作を受託していたほか、協会に対し所有するビルを賃貸している。同社の売り上げ（2007年度は約12億1300万円）のうち、約78%が協会との取引によるものであった。しかも、書籍製作は、協会の職員が実質的に行っていた。
- 株式会社日本統計事務センター
  - 旧商号は株式会社オーク・フード[14]。副理事長が代表者であった。協会からは、システム開発と採点業務を受託。同社の売り上げ（2007年度は約13億8100万円）のうち、約82%が協会との取引によるものであった。
- 株式会社メディアボックス
  - 旧商号は株式会社大久保商事。大久保理事長が代表者であった。協会からは、広報・広告の企画・製作を受託。同社の売り上げ（2007年度は約3億2300万円）は、ほぼ100%が協会との取引によるものであった[15]。しかも、協会から委託された業務のうち、機関誌編集・印刷や広告印刷など業務は第三者に再委託し、他の広報企画・進行管理業務は大久保理事長と副理事長自身が担当していたので、同社に委託させる意味はほとんどなかった。さらに、業務を担当している従業員は2人だけであった。
- 株式会社文章工学研究所
  - オークが全株式を保有する子会社。大久保理事長が代表者であった。協会からは、調査研究支援業務を受託。同社の売り上げ（2007年度は約700万円）のうち、約83%が協会との取引によるものであった。しかも、従業員は1人だけであった。

## 新たな問題発覚
改善報告書提出の際の記者会見で、大久保理事長は、私的流用はない旨を明言したが、1週間も経たずに、下記の私的流用の疑いがマスメディアで報道された。
- 協会名義の法人クレジットカード を、大久保理事長が、個人的な飲食費や交遊費の支払に使用していた。協会のファミリー企業であり、自身が代表者を務める株式会社オークに弁済させ、大久保個人への貸付金として処理した。2008年12月時点で、オークの大久保への貸付金は、4億8千万円にのぼる。
- 2007年9月、大久保が理事長の職に在任中で、かつ退任の意向がないにもかかわらず、理事会や評議員会の承認を経ることなく、退職金名義で約5300万円を受け取っていた。これは、2008年6月から2009年1月に返還されている。
- 大久保の自宅警備費を、2002年11月9日から2009年4月15日（退任日）まで協会に負担させた。
- 更に大久保の娘を親族企業「文章工学研究所」の役員にあてがい、勤務実態が無いのにもかかわらず、年間約600万の役員報酬を不正に受け取っていた。漢字能力検定協会は、2006年（平成18年）4月から2008年（平成20年）12月末の間に、同研究所に調査研究費1500万円を支払っており、これを着服し個人的な収入にし、遊興費に使っていた（2009年5月25日）。

## 大久保側との紛争
上記の経緯より、協会は大久保との間で、以下の紛争を抱えている。
- 協会から大久保らに対する約27億4千万円の損害賠償請求訴訟（大久保らは理事会等の事後承認を得ている取引と主張）[18]
  - 2017年（平成29年）1月12日、京都地裁（久保田浩史裁判長）は協会側の主張をほぼ全面的に認め、大久保側に約24億6700万円の支払いを命じた[19][20]。大久保側はこれを不服として控訴していたが、2018年（平成30年）5月14日、大阪高裁（橋詰均裁判官）において、既に支払った約2億5千万円とは別に、元理事長側が解決金として約3億6千万円を支払うなどの内容で和解が成立した[21]。
- 協会から大久保及びオークに対する漢検問題集の著作権確認訴訟（大久保らは著作権がオークにあると主張）[22]
- 協会からオークに対する本部ビルの賃料減額請求訴訟（協会は高すぎると主張）[23]
- オークによる本部ビル賃料不払いを理由とした賃貸借契約解除（協会は損害賠償との相殺を主張して、2009年6月以降不払い）[23]

## 刑事訴追・裁判
- 2009年6月に京都地検は、広告の発注に際してメディアボックスが仲介したように偽装した2億5980万円の損害、および文章工学研究所への架空の業務委託で2700万円の損害を、日本漢字能力検定協会に与えたとして、大久保と前副理事長の両名を、背任罪で京都地裁に起訴した[24][25]。
- 2012年（平成24年）2月29日、京都地裁（笹野明義裁判長）は大久保と前副理事長の両名に懲役2年6月の実刑判決を言い渡した[26]。
- 2013年（平成25年）3月26日、大阪高裁（的場純男裁判長）は「権限を利用した悪質な犯行」として一審・京都地裁の懲役2年6月の判決を支持、大久保と前副理事長の両名の控訴を棄却した[27]。
- 2014年（平成26年）12月9日、最高裁第三小法廷（岡部喜代子裁判長）が上告を棄却する決定を出したため、実刑判決が確定した[28][29]。
- 2015年（平成27年）8月、大久保昇元理事長と浩元副理事長は収監された[30]。昇元理事長はアルツハイマーの症状が進行していたという。
- 2022年（令和4年）現在、両名とも出所している。出所後、大久保浩元副理事長は会社役員を務めていたが、2022年8月18日、兵庫県西宮市西宮浜にある新西宮ヨットハーバーの海中に沈んでいるところを発見され、その場で死亡が確認された[31]。58歳歿。